# Cerro San Pedro (Oruro)
El Cerro San Pedro, originalmente Jampatucollu o Jampatukollu, es un cerro del Altiplano de Bolivia, ubicado en la parte oeste de la ciudad de Oruro. Administrativamente se encuentra ubicado en el municipio de Oruro de la provincia de Cercado en el departamento de Oruro, en las tierras altas del país. El Cerro San Pedro tiene una altura de 4.012 metros sobre el nivel del mar, a 167 metros sobre el terreno circundante, y su base tiene unos 1.9 kilómetros de ancho.
El terreno alrededor del Cerro San Pedro es plano en el noreste, pero en el suroeste es montañoso. El cerro es uno de los que rodea la ciudad de Oruro, y de la cual forma parte de su paisaje. En la cara sureste del cerro, que da hacia la ciudad, se encuentra un escudo nacional de Bolivia hecho con piedras blancas sobre el terreno, con alrededor de 165 metros de largo y de alto, convirtiéndolo en el escudo más grande de Bolivia.
En las faldas al noroeste del cerro se encuentran los dunas Arenales de Cochiraya, declaradas patrimonio cultural y paisajístico por la ciudad de Oruro.

## Historia
En 1987, a iniciativa del comandante Roberto Méndez del regimiento Eliodoro Camacho, se inició el proyecto de colocado de un Escudo de Bolivia en la cara sureste del cerro San Pedro. Esta obra fue hecha por 800 militares de la Segunda División del Ejército de Bolivia y el regimiento Eliodoro Camacho. Su trabajo consistió en el colocado de piedras pintadas de blanco, con la utilización de elementos de orientación, abscisas y coordenadas. En 2015, la Segunda División de Ejército y la Alcaldía de Oruro revitalizaron el escudo con un repintado de las piedras.
En 2012 se inició un proyecto de ley para declarar al Cerro San Pedro como patrimonio natural, histórico, cultural y turístico departamental. Esto con el fin de detener la explotación de piedra.
Hasta 2019 había dos cooperativas que explotaban minerales del cerro San Pedro, la Cooperativa Luminosa y la Cooperativa San Román.
En 2022 se movilizaron vecinos del Distrito 2 de la ciudad en contra de la explotación de piedra a cargo de la Cooperativa Luminosa, debido a que causaba preocupación por los hundimientos que podía causar. Además, los asentamientos humanos clandestinos han sido una preocupación de las autoridades y vecinos.